# كاريتاس الدولية

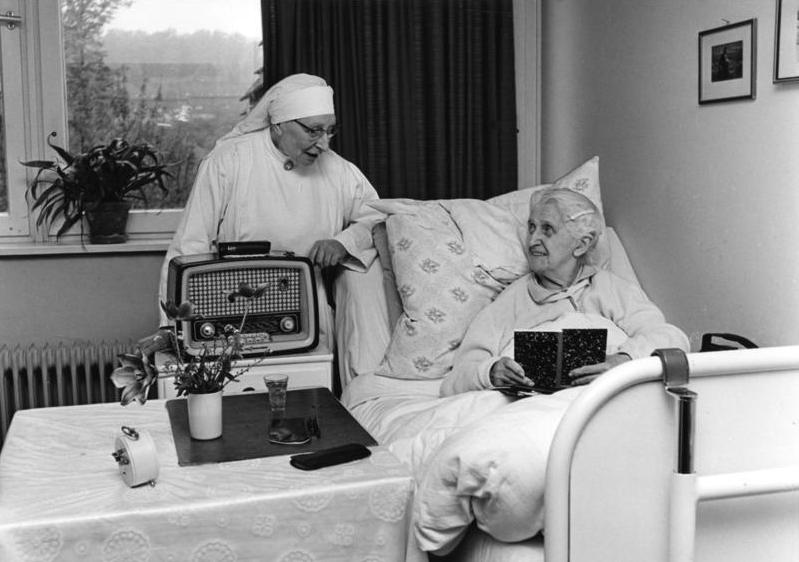
راهبة تعمل في منظمة كاريتاس تقوم بالعناية بمريضة كبيرة في السن في ألمانيا.

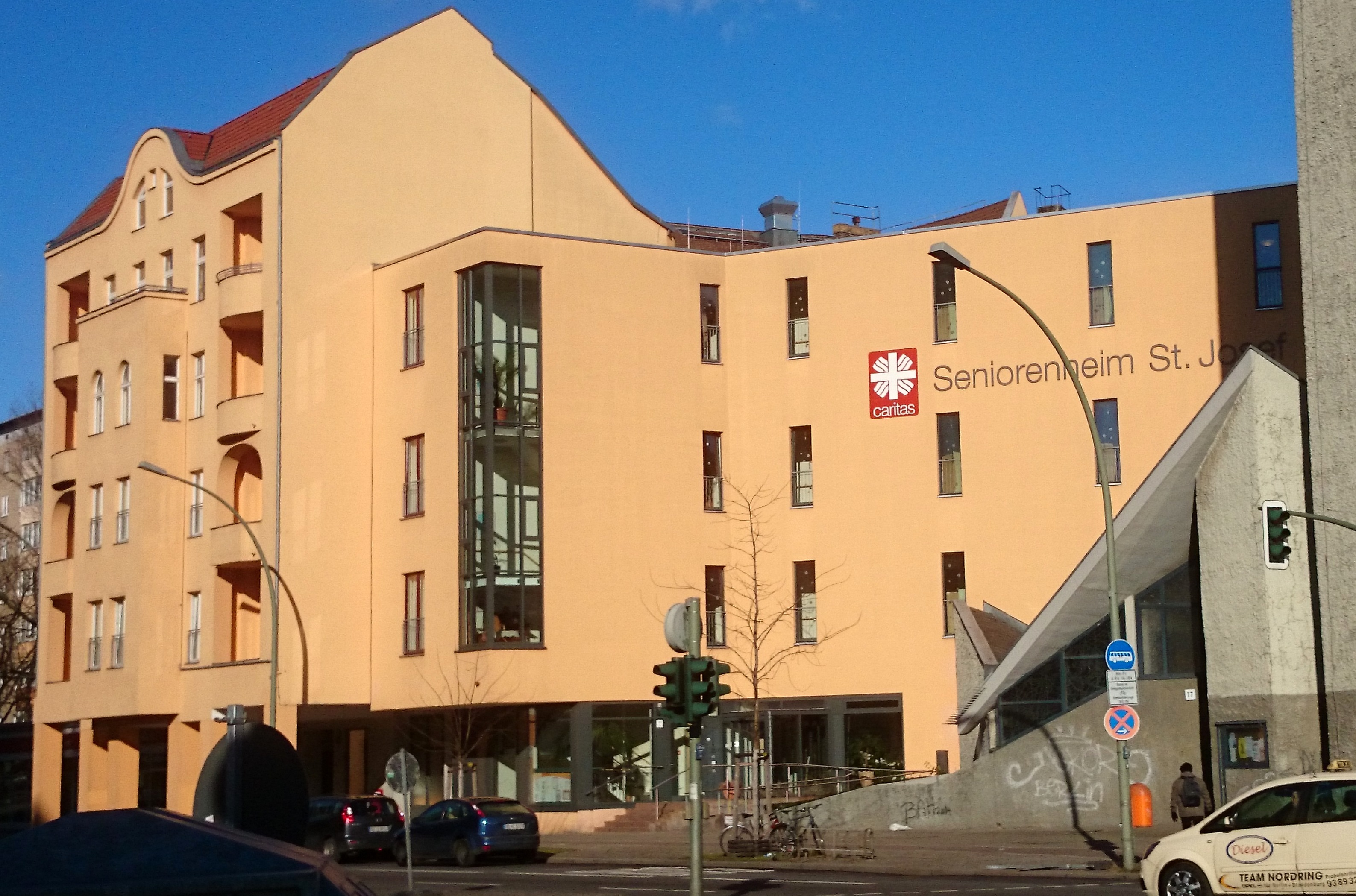
حضانة كاريتاس الألمانية

مؤسسة كاريتاس الدوليّة هي اتحاد 165 منظمة إغاثية كاثوليكية وتعمل في مجال التنمية والخدمة الاجتماعية والمساعدات الإنسانيّة وتعمل في أكثر من 200 بلدًا وإقليمًا في جميع أنحاء العالم. تعد كاريتاس واحدة من أكبر شبكات العمل الإنساني العالمية.
تهتم المنطمة بشكل جماعي وفردي للعمل من أجل بناء عالم أفضل، وخاصةً بالنسبة للفقراء والمظلومين كما تقول. وقد أنشأت لورينز فيرتمان منظمة كاريتاس الأولى في 9 نوفمبر 1897 في ألمانيا. تشكلت منظمات وطنية أخرى لفروع كاريتاس في سويسرا (1901) والولايات المتحدة (جمعيات الخيرية الكاثوليكية، 1910).
في يوليو 1924، حضر المؤتمر القرباني الدولي في أمستردام، حوالي 60 مندوبًا من 22 دولة، ومقرها في كاريتاس سويسرا في لوسيرن. في عام 1928، أصبح المؤتمر المعروف باسم كاريتاس كاتوليكا. إجتمع الوفد كل سنتين حتى اندلاع الحرب العالمية الثانية.
وتعمل المنظمة في مجالات التنمية، وهدفها مساندة الإنسان وتنميته، دون التميز بسبب اللون أو الجنس أو الدين. وتلتزم كاريتاس بأكثر من نشاط تنموى، وتعمل بالتحديد في ميادين التكوين الأساسي، التدريب والصحة والوقاية والتأهيل: مكافحة المخدرات والإدمان والإيدز من خلال الوقاية والتأهيل، محو الأمية، الصحة، مكافحة مرض الجذام، ترقية المرأة، الحضانات، التدريب المهنى، مساندة الأطفال المعرضين للخطر وذوى الاحتياجات الخاصة، التنمية الزراعية، الإسكان، القروض، والمشروعات الصغيرة.

## مواقع خارجية
- Caritas Internationalis